# Caja Laboral
Caja Laboral fue el nombre comercial de Caja Laboral Popular Sociedad Cooperativa de Crédito, conocida como Euskadiko Kutxa / Caja Laboral en el País Vasco y Navarra, una cooperativa de crédito española hasta su fusión con Ipar Kutxa, de la cual se creó la nueva entidad Laboral Kutxa. Su domicilio social (así como el de la nueva entidad resultante tras la fusión) se encontraba en Mondragón, Guipúzcoa (País Vasco).
La entidad funcionaba como una cooperativa de crédito formada por dos clases de socios: las entidades asociadas (personas jurídicas que poseen la mayoría del capital social y la mayoría de los puestos en el Consejo Rector de la Entidad, la mayoría cooperativas) y los socios de trabajo. El máximo órgano de decisión era la Asamblea General, en la que todos los socios de trabajo tienen derecho a voto a razón de un voto por socio. Por otra parte las cooperativas asociadas tenían asignados un número de representantes que garantiza la mayoría de los votos en dicho órgano. El Consejo Rector se elige por la propia Asamblea General y tenía las máximas atribuciones en la gestión. Así pues la entidad tenía unos estatutos sociales y un reglamento interno que recogen la normativa que regulaba su funcionamiento y los derechos y obligaciones de sus socios de trabajo, los cuales eran aprobados en la Asamblea General. Asimismo también tenía un Consejo Social, órgano consultivo de los estamentos ejecutivos y rectores; pivote de la comunicación ascendente y descendente, entre estos y los socios de trabajo, a la vez que órgano de negociación en algunas materias referentes a la comunidad de trabajo.
Caja Laboral (así como la actual Laboral Kutxa) formó parte de la Corporación Mondragon cuya estructura se configura en tres grandes Grupos: Financiero, Industrial y Distribución, que funcionan autónomamente en el marco de una misma estrategia de conjunto.
Se hallaba inscrita en el Registro de Entidades de Crédito del Banco de España, en el Servicio Central del Registro General de Cooperativas del Ministerio de Trabajo y en el Registro Mercantil de Guipúzcoa. Pertenecía al Fondo de Garantía de Depósitos de Cooperativas de Crédito.

## Historia y datos de interés
Fue fundada en la llamada 'primera etapa' del cooperativismo vasco en 1959, junto con Fagor y otras 41 cooperativas que nacieron siguiendo la filosofía cooperativista del sacerdote e impulsor de Mondragón Corporación Cooperativa (MCC) José María Arizmendiarrieta. Arizmendiarrieta concibió Caja Laboral como una entidad financiera que promoviera el ahorro popular para posteriormente canalizar los recursos hacia el desarrollo cooperativo y, más concretamente, hacia el crecimiento y expansión de MCC. Desde su fundación, todas las cooperativas del grupo han estado siempre vinculadas a la 'División Empresarial' de Caja Laboral, quien ha asumido el papel de 'cabecera del Grupo' en todos los aspectos financieros. En 1970, los recursos intermediados por Caja Laboral alcanzaban los 3.204 millones de pesetas.
Era una Cooperativa de Crédito, siendo sus socios fundadores: Talleres Ulgor (hoy Fagor Electrodomésticos), Funcor (hoy integrado en Fagor Ederlan), Arrasate (hoy Fagor Arrasate) y Cooperativa de Consumo San José (hoy integrada en Eroski) y los propios socios de trabajo de la entidad. Su misión fundacional se expresa en el eslogan: “Libreta o Maleta”, es decir en la vinculación directa del ahorro con la inversión, popularizando aquel en la medida que se socializa ésta. A partir de los años 70, promovió la capitalización de resultados del grupo y concede préstamos en condiciones ventajosas que resultan de una importancia capital para rescatar a un número de cooperativas que se ven afectadas por la reconversión industrial y la crisis energética, llegándose a las condonaciones parciales e incluso totales de los montantes. Esta es una época de una importante expansión con la apertura de oficinas fuera del País Vasco. En 1990 los recursos intermediados por la entidad en MCC superaban los 310.000 millones de pesetas.
En los años 1990 se produjo una importante reorganización de MCC, en la que la caja queda integrada en el llamado Grupo Financiero junto con Lagun Aro. En el año 2007, contaba con más de 380 oficinas repartidas por el territorio nacional y más de 1900 'socios de trabajo'.
Fue la primera entidad financiera en España en abrir sus oficinas por la tarde y la primera institución financiera europea en recibir la 'Q' de oro en calidad de gestión siguiendo el modelo EFQM. Su cuota de mercado en el País Vasco ronda en torno al 18%. Sus productos de más éxito en los últimos años incluyen la 'Tarjeta Aktiba' y las cuentas 'Ahorro Nómina', 'Pro' y 'Max'. Cuenta con una plataforma telefónica ('Telebanka') y un servicio de banca por internet ('Clnet'). Fuentes de la entidad calculan que en sus casi 50 años de existencia ha dado servicio a más de 1.150.000 clientes. Por su carácter de cooperativa, en la que los socios propietarios son los propios trabajadores, Caja Laboral se rige por unos criterios de gestión únicos y diferentes al resto de las Cajas y Bancos.

## Expansión

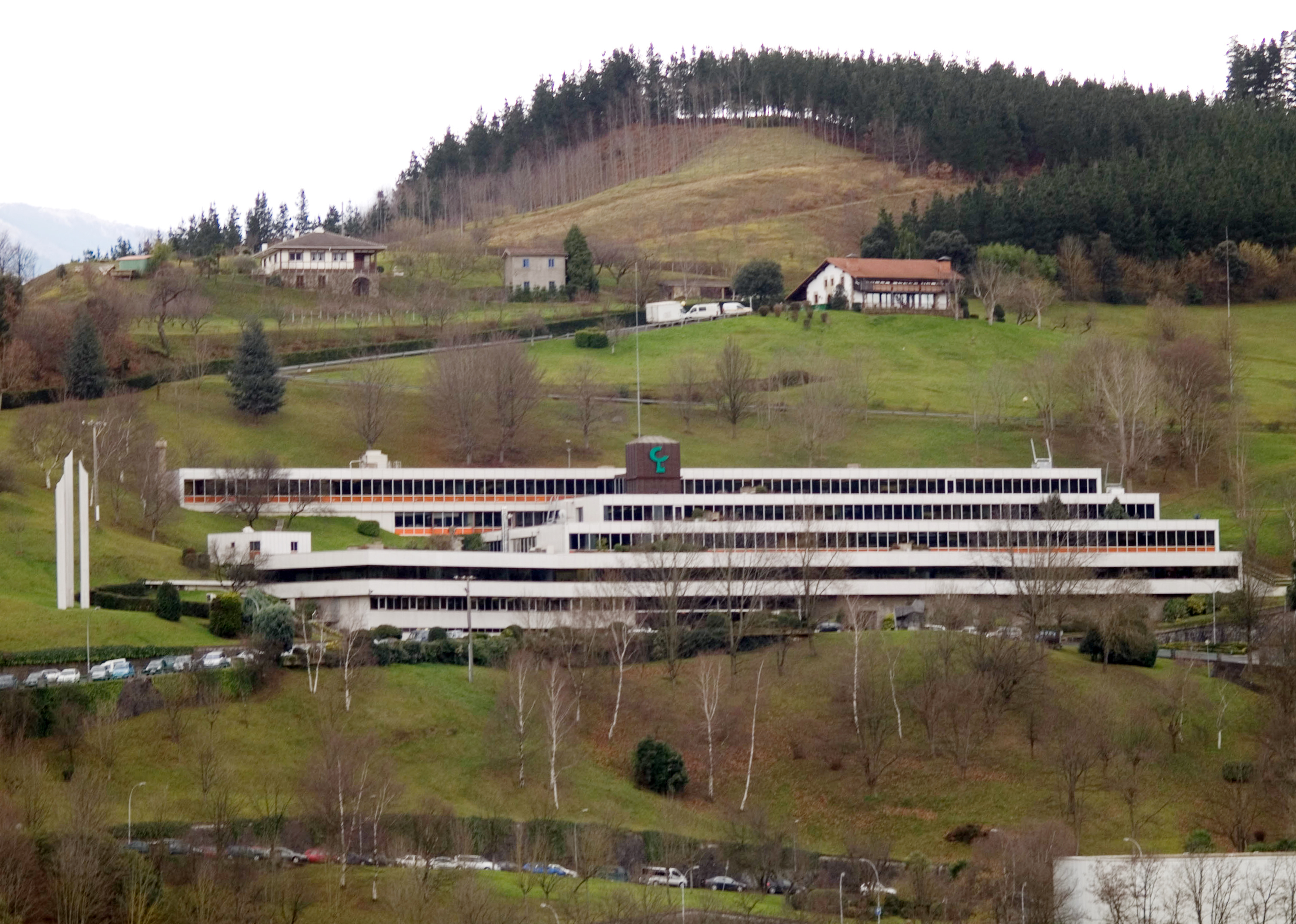
Sede central de Laboral Kutxa en la localidad de Mondragón (Guipúzcoa).

Tras haber consolidado su presencia en el País Vasco, Navarra y la localidad burgalesa de Miranda de Ebro, desarrolló su expansión por el resto de España, contando con el siguiente número de sucursales:
País Vasco y Navarra: 257 sucursales, de las cuales:
- Vizcaya: 93 sucursales.
- Guipúzcoa: 79 sucursales.
- Navarra: 48 sucursales
- Álava: 37 sucursales.

Resto de España: 147 sucursales, distribuidas así:
- Zaragoza: 33 sucursales
- Valladolid: 21 sucursales.
- Madrid: 18 sucursales.
- Asturias: 16 sucursales.
- Burgos: 13 sucursales.
- La Rioja: 12 sucursales.
- Cantabria: 9 sucursales.
- León: 9 sucursales.
- Salamanca: 8 sucursales.
- Palencia: 3 sucursales.
- Zamora: 3 sucursales.
- Barcelona 1 sucursal.
- Huesca: 1 sucursal.

## Calidad
En su Plan Estratégico 1993-1996 contemplaba las actividades relacionadas con la Calidad, como parte de una estrategia de apoyo a la Estrategia Comercial.
En paralelo, Mondragón instaba a las cooperativas del Grupo a que exploraran el Modelo Europeo. Para facilitarlo, realizó una simplificación matricial del modelo, siendo utilizado para ensayar los primeros pasos de las autoevaluaciones y para dar a conocer el potencial de mejora que la aplicación del modelo descubre. Así, en 1995, Caja Laboral hace su primera autoevaluación, que desde entonces ha sido cita puntual de los miembros del Comité de Calidad y previa a la elaboración del Plan de Gestión de los ejercicios sucesivos.
Es el siguiente Plan Estratégico 1997-2000, el que configura la Calidad de la Gestión como una Estrategia en sí misma, superando el modelo de gestión de la Calidad. Los hitos más importantes de este periodo son:
- La consolidación del Comité de Calidad y de la Dirección de Calidad, en 1994.
- La certificación según ISO 9001 del servicio de Banca Electrónica, en 1998.
- La certificación según ISO 9002 del servicio de Telebanka, en 1999.
- La identificación, almacenamiento y difusión de las mejores prácticas comerciales, en 1996.
- La elaboración de un Sistema de Prevención de Riesgos Laborales, en 1998.
- La decisión de certificar según ISO 14001 todas las actividades de los Servicios Centrales, en 1999.
- El despliegue de un programa 5S en todas las sucursales de Laboral Kutxa, en 1999.
- La documentación de todos los procesos de la Entidad, con idea de generar un soporte sólido, ante una incipiente orientación hacia la gestión por procesos, en 1999.
- La consecución de la Q de plata 2000 tras la evaluación realizada por Euskalit.

El Plan Estratégico 2001-2004 consideraba la Calidad de la gestión y el servicio como un elemento diferencial competitivo. Así mismo, se da la visión futura de una Entidad que se propone hacer de la Calidad un factor de diferenciación estratégica:
- Manteniendo o incrementando el diferencial respecto a sus competidores en satisfacción del cliente.
- Gestionando activamente y mejorando continuamente sus procesos clave.
- Fomentando la cultura de los compromisos concretos con los clientes, tanto externos como internos.
- Avanzando en la gestión de la Calidad Total y, en concreto, alcanzando 500 puntos en evaluación externa según el modelo EFQM.

## Acusaciones y polémicas
Entre los años 2000 y 2013 (ya como Laboral Kutxa), la entidad, al igual que otras entidades bancarias, comercializó las Aportaciones Financieras Subordinadas emitidas por Eroski y Fagor, que tenían la calificación de deuda subordinada. La entidad no fue quien más productos de esta naturaleza vendió ya que puso en el mercado un tercio de las aportaciones de Eroski y una quinta parte de las de Fagor.
Según una sentencia de Juzgado de 1.ª Instancia de Vitoria de fecha 2 de abril de 2013, en fallo de sentencia se afirmó que " Caja Laboral proporcionó información sesgada e inveraz al cliente" al omitir toda la información o comunicación escrita que se trataba de títulos de duración perpetua y sin vencimiento. Desde la aprobación de la normativa MIFID en 2007 a todos los clientes de Caja Laboral que contrataban productos financieros se les realizaba este test de idoneidad. En 2013, Adicae afirmó que había 35.000 afectados si bien la asociación de afectados afirmó contar con alrededor de 1000 integrantes de los que 316 han formalizado su queja en el Instituto Vasco de Consumo del Gobierno Vasco (Kontsumobide), que es la que interviene de oficio como mediador entre las diferentes partes implicadas.